# NGC 519
NGC 519 es una galaxia elíptica de la constelación de Cetus. 
Fue descubierta el 20 de noviembre de 1886 por el astrónomo Lewis Swift.